# Eviota fasciola
Eviota fasciola är en fiskart som beskrevs av Karnella och Lachner, 1981. Eviota fasciola ingår i släktet Eviota och familjen smörbultsfiskar. Inga underarter finns listade i Catalogue of Life.